# Mussaenda pubescens
Mussaenda pubescens är en måreväxtart som beskrevs av Jonas Dryander. Mussaenda pubescens ingår i släktet Mussaenda och familjen måreväxter. Inga underarter finns listade i Catalogue of Life.